# L'Amant de la morte
L'Amant de la morte est un drame en deux actes de Maurice Renard, joué pour la première fois sur la scène du Théâtre du Grand Guignol le 11 février 1925.
Cette pièce est une adaptation de sa nouvelle Le Rendez-vous publiée en 1909.

## Distribution
- Jean Max : Robert Samoy
- Juliette Depresles : Simone Darvières
- Georges Paulais : Guillaume Darvières
- Lepers : Louis
- Colette Lully : Ginette Barjot
- Colette Carly : Maud Risner

## Source
- Maurice Renard, L'Amant de la morte, drame en 2 actes, d'après sa nouvelle Le Rendez-vous, 1925 (lire en ligne).